# Hohlstein (Kammerbach)
Der Hohlstein, auch als Kammerbacher Höhle oder Hilgershäuser Höhle bezeichnet, ist eine Karsthöhle in einem Kalksteinportal am Nixenbach. Das zu den größten Höhlen Hessens gehörende Naturdenkmal liegt zwischen den Dörfern Kammerbach und Hilgershausen im Werra-Meißner-Kreis in (Hessen).

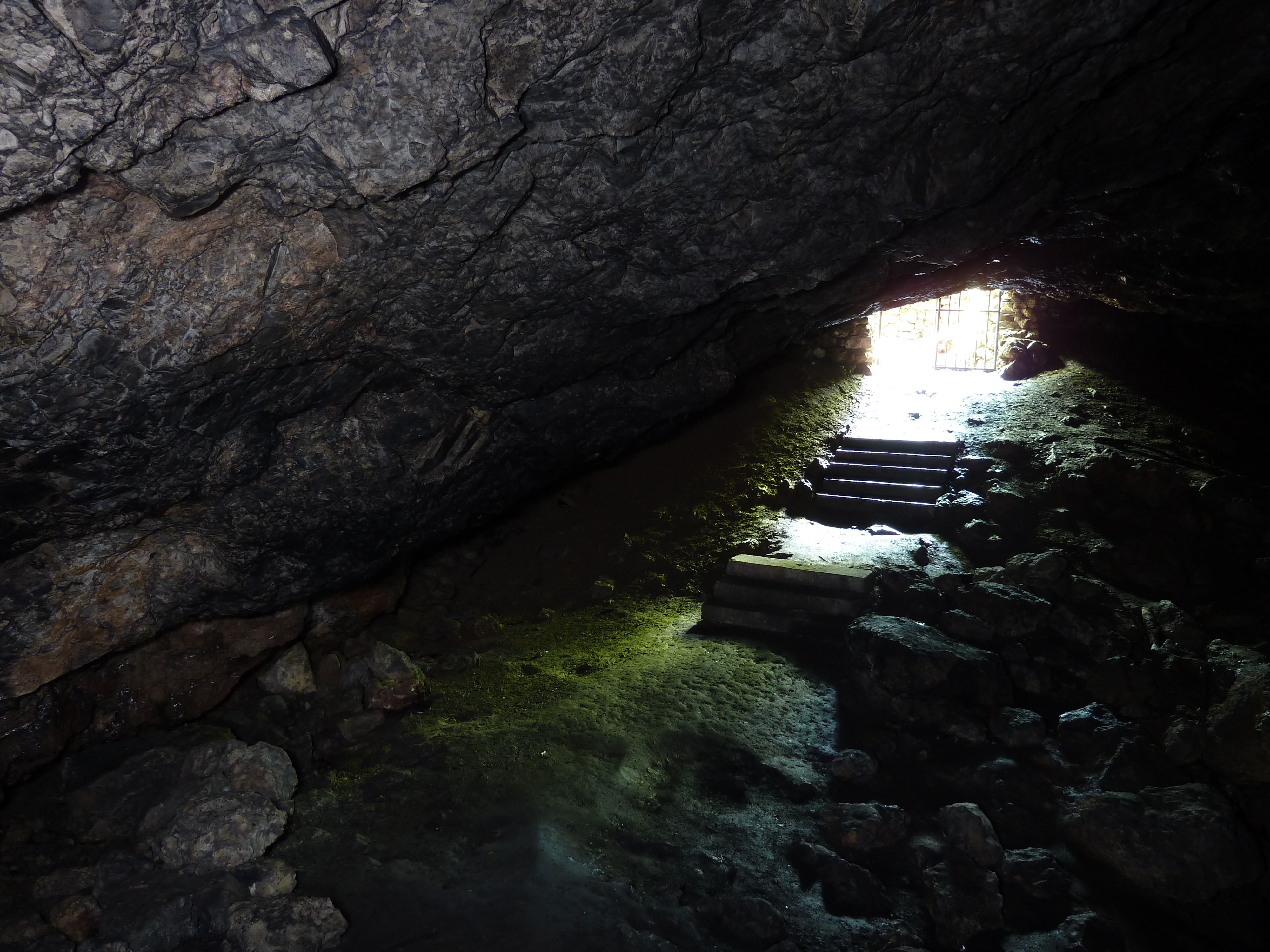
Der Höhleneingang von innen

## Entstehung und Aufbau
Der Hohlstein entstand speläologisch durch die lösende Wirkung kohlensäurehaltigen Wassers, das zunächst in Klüfte und Fugen eindrang und das Höhlensystem mit dem Höhlensee aus dem Zechsteinkalk auswusch. Die Höhle ist 50 m lang, 20 m breit und bis zu 12 m hoch.

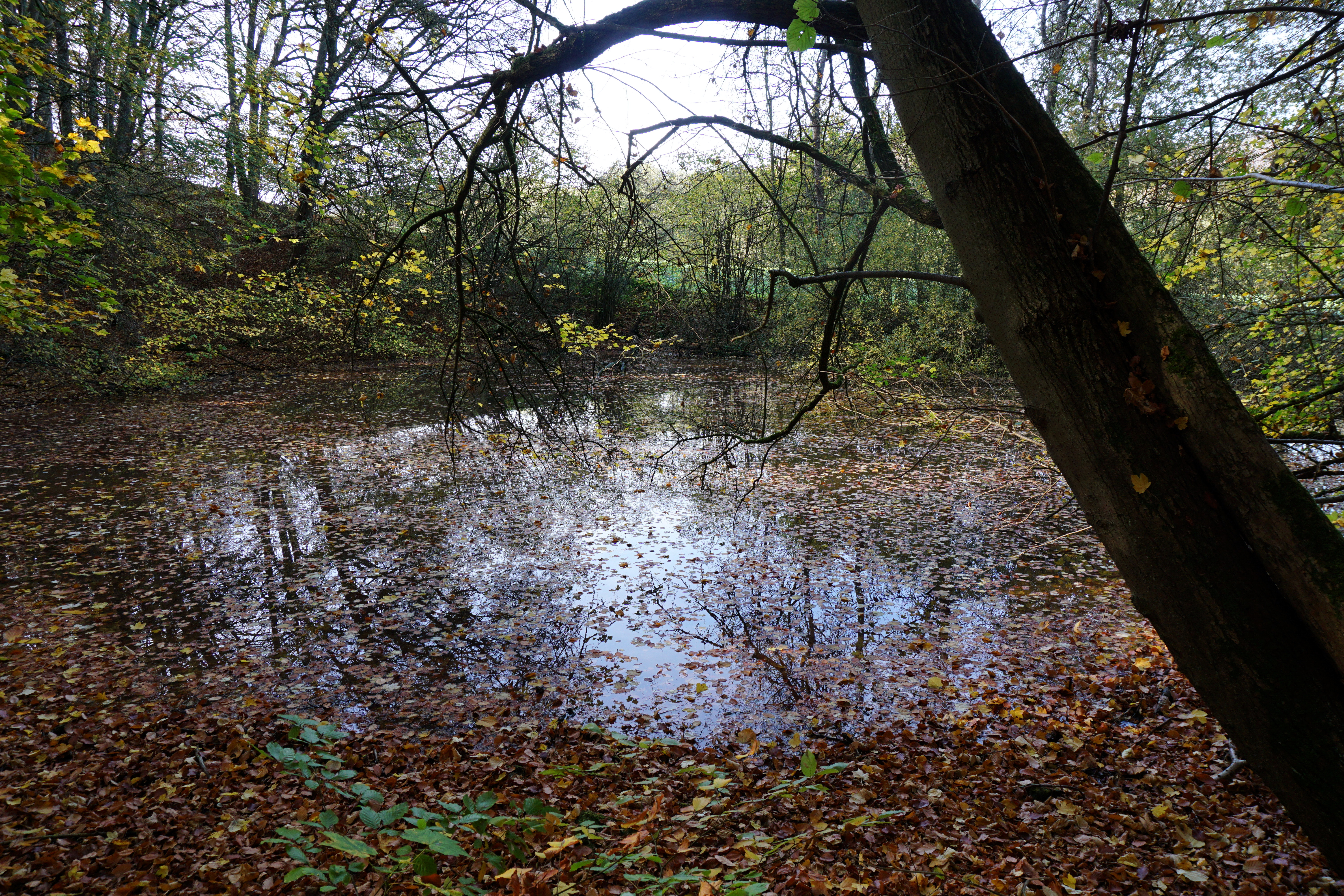
Nixenteich unterhalb der Hilgershäuser Höhle

Die Höhle wird mehrfach in Märchen und Sagen eingebunden. Im vorderen Teil befindet sich der Höhlensee, dessen Wasser der Sage nach heilen, verjüngen und verschönen soll. Hier sollen Zeremonien und Blumenopfer noch bis ins 19. Jahrhundert üblich gewesen sein. Diese Traditionen sollen aus vorchristlicher Zeit stammen und teilweise mehrfach im Jahr durchgeführt worden sein. Oberhalb des Portals liegt der „Mädelsprung“, der dicht nördlich des Höhlenvorsatzes als zweite Felswand hervorragt; von ihm soll der Sage nach ein untreues Mädchen in den Nixenteich gesprungen sein, in dem sie noch heute als Nixe weiterlebt und untreue Mädchen in die Tiefe zieht. Nach anderer Quelle wird die Höhle auch mit Frau Holle in Verbindung gebracht („Frau-Holle-Höhle“).

## Geschichte
Archäologische Funde aus der Zeit um 200 vor Christus belegen eine Nutzung in der Eisenzeit als Schutz- und Wohnstätte. Da unter den Funden auch Menschenknochen entdeckt wurden, könnte der Hohlstein eine eisenzeitliche Opfer- und Begräbnisstätte gewesen sein. Durch die erstmalige urkundliche Erwähnung im Jahre 1267 gilt der Hohlstein als die älteste beschriebene Höhle Deutschlands.
Heute ist sie ein Naturdenkmal; sie beherbergt eine Fledermauskolonie. Die Höhle ist mit einem eisernen Gittertor verschlossen und nur im Sommerhalbjahr nach Voranmeldung beim Stadtmarketing Bad Sooden-Allendorf öffentlich zugänglich.

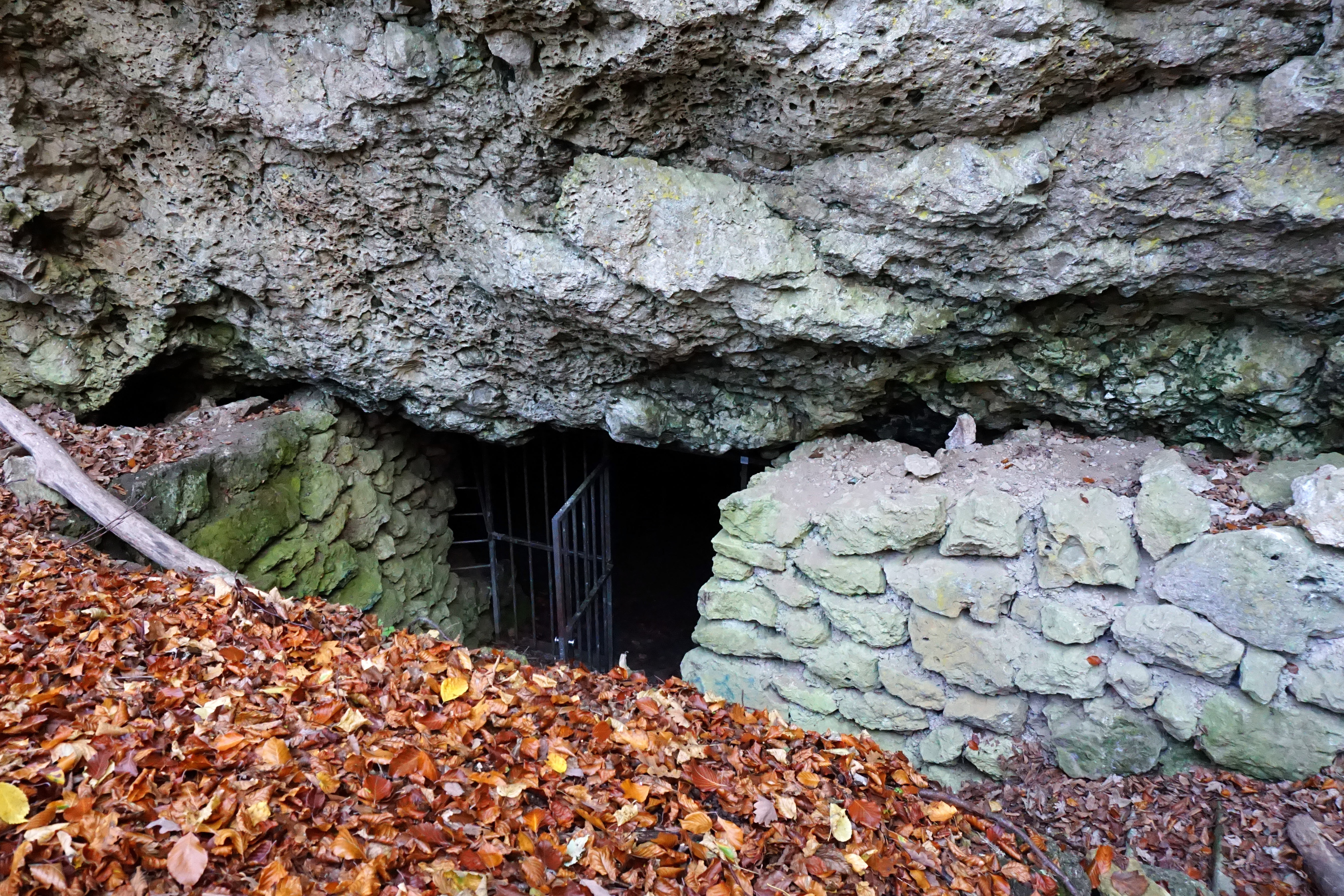
Eingang zur Hilgershäuser Höhle